# Municipio de Jiménez (Chihuahua)
El municipio de Jiménez es uno de los 67 municipios en que se divide el estado mexicano de Chihuahua. Situado al sur de la entidad, su cabecera es la ciudad de Jiménez.

## Geografía
Jiménez es el tercer municipio más extenso de la entidad, situado en el extremo sureste del estado de Chihuahua, el municipio de Jiménez se encuentra completamente dentro de la zona del Desierto de Chihuahua perteneciente al Bolsón de Mapimí, en su territorio se encuentra la famosa Zona del Silencio. Limita con el municipio de Camargo, el municipio de Allende, el municipio de López y el municipio de Coronado en Chihuahua, así como con el municipio de Sierra Mojada en Coahuila y el municipio de Mapimí y el municipio de Tlahualilo en Durango.

### Orografía e hidrografía
El territorio es plano en su mayoría aunque surcado por numerosas serranías aisladas entre sí y de poca altura. La hidrografía está representada por el Río Florido, que pasa por la cabecera municipal. Además hay varias cuencas cerradas interiores formadas por lagunas intermitentes en el desierto: la más destacada es la Laguna Palomas, que forma depósitos de sal explotados comercialmente.

### Clima y ecosistemas

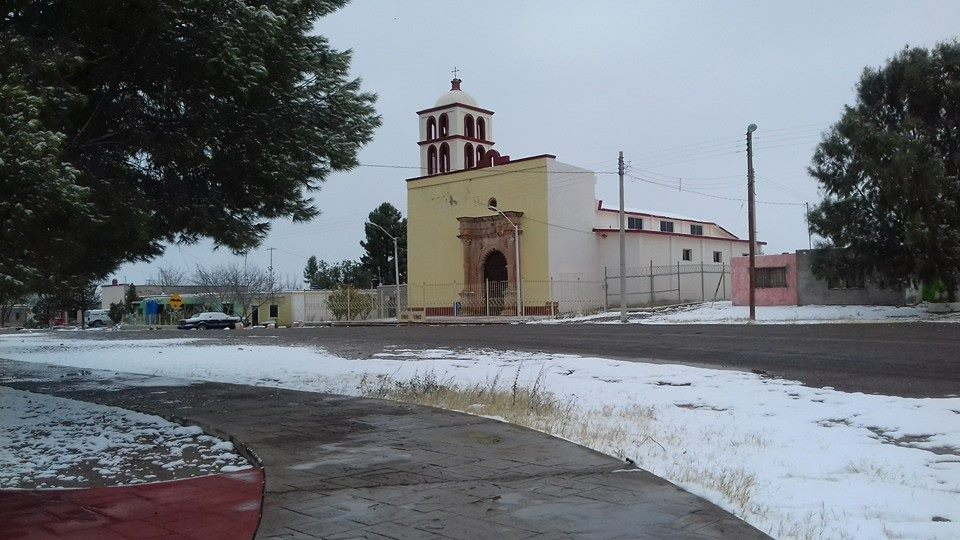
Capilla de Nuestra Señora de los Dolores en un día nevado.

El clima es extremoso, con temperaturas extremas que van de los 42 °C a los -14 °C con lluvias más bien escasas. La flora es la típica del desierto, representada por especies como agave, yuca, cactáceas, huisache y peyote. La fauna presente incluye conejo, liebre, venado bura, puma, gato montés y coyote.

### Distancias
| En el estado        | Distancia | En el país       | Distancia |
| ------------------- | --------- | ---------------- | --------- |
| Chihuahua           | 215.9 km  | Torreón          | 246.5 km  |
| Cuauhtémoc          | 330.9 km  | Mazatlán         | 711.6 km  |
| Guachochi           | 280 km    | Guadalajara      | 945.5 km  |
| Ciudad Juárez       | 589.8 km  | Monterrey        | 580.6 km  |
| Creel               | 422.4 km  | Ciudad de México | 1210.2 km |
| Nuevo Casas Grandes | 584.1 km  | Tuxtla Gutiérrez | 2036 km   |
| Tijuana             | 1765.4 km | Cancún           | 2812.8 km |
| Acapulco            | 1595.4 km | Puebla           | 1335.4 km |

## Demografía
Según el Conteo de Población y Vivienda de 2020 realizado por el Instituto Nacional de Estadística, Geografía e Informática, la población del municipio de Jiménez es de 40 859 habitantes, de los cuales 49.4% son hombres y 50.6% son mujeres.

### Localidades
En el censo de 2020 el municipio de Jiménez contaba con 249 localidades.
| Código INEGI      | Localidad            | Población (2020) |
| ----------------- | -------------------- | ---------------- |
| 080360001         | José Mariano Jiménez | 35 087           |
| Otras localidades | Otras localidades    | 5 772            |
| Total municipal   | Total municipal      | 40 859           |

## Turismo
Este municipio cuenta con varios hoteles situados en lugares de interés, además cuenta con 2 balnearios con aguas termales, uno de ellos el "Ojo de Dolores", un manantial natural ubicado a 12 kilómetros de la cabecera, está listo para acampado y otras atracciones y el otro llamado las "Aguas Termales las Pampas" ubicado a 22 kilómetros de la cabecera cuenta con albercas y aguas termales con propiedades curativas, además de cabañas equipadas para un alojamiento cómodo, torres de toboganes, áreas verdes con asadores, áreas de descanso y también existe otro centro recreativo llamado las "Palapas" el cual cuenta con varias piscinas, palapas y música en vivo este se ubica únicamente a 2 kilómetros del centro, además se cuenta con varios centros comerciales en Cd. Jiménez.

## Política
El gobierno del municipio corresponde al Ayuntamiento, que está conformado por un Presidente Municipal, un síndico y diez regidores. El ayuntamiento es electo para un periodo de tres años no reelegibles para el periodo inmediato.

### Presidentes Municipales
| Presidente Municipal                    | Periodo   | Partido |
| --------------------------------------- | --------- | ------- |
| Alejandro Mendoza Rivera                | 1950-1952 |         |
| Ambrosio Gutiérrez González             | 1953-1955 |         |
| Alejandro Mendoza Rivera                | 1956-1957 |         |
| Salvador Acosta Gutiérrez               | 1957-1959 |         |
| Alberto Quintana Espinoza               | 1962-1963 |         |
| Miguel Ángel Rosas Rodríguez            | 1963-1964 |         |
| Apolinar Cueva y Cueva                  | 1966-1968 |         |
| Santiago Almada Russo                   | 1969-1970 |         |
| Gaspar Acosta Olivas                    | 1971      |         |
| Manuel Beltrán Villanueva               | 1971-1974 |         |
| Ismael Rodríguez Loya                   | 1974-1977 |         |
| Elzar Holguín Guerra                    | 1977-1980 |         |
| Mario Pérez Urquiza                     | 1980-1983 |         |
| Zacarias Luján Luján                    | 1983-1986 |         |
| Juan Torres Ramírez                     | 1986      |         |
| Alberto Quintana Díaz                   | 1986-1989 |         |
| Carolina Pereyra de Álvarez             | 1989-1992 |         |
| Flavio Filomeno Acosta Cano de los Ríos | 1992-1995 |         |
| César Cabello Ramírez                   | 1995-1998 |         |
| Amador Moreno Luján                     | 1998-2001 |         |
| Ramón Jaime Banda Calderón              | 2001-2004 |         |
| Amador Moreno Luján                     | 2004-2007 |         |
| Jesús Manuel Vázquez Medina             | 2007-2010 |         |
| Marcos Chávez Torres                    | 2010-2013 |         |
| José Pilar Flores                       | 2013-2016 |         |
| José Arnoldo Abes Durán                 | 2016-2018 |         |
| Marcos Chávez Torres                    | 2018-2021 |         |

### División administrativa
El municipio solo tiene una Sección municipal en el pueblo de Escalón.
Las principales localidades del municipio son además de la cabecera municipal Jiménez, Escalón, Torreoncitos, Hacienda de Dolores y San Felipe, en total cuenta con 320 localidades.

### Representación legislativa
Para la elección de Diputados a nivel federal y local, el municipio de Jiménez se encuentra integrado en:
Local:
- Distrito electoral local 20 de Chihuahua con cabecera en Camargo.

Federal:
- Distrito electoral federal 5 de Chihuahua con cabecera en Delicias.[7]

### Turismo
Este municipio cuenta con varios hoteles situados en lugares de interés, además cuenta con 2 balnearios con aguas termales, uno de ellos el "Ojo de Dolores", un manantial natural ubicado a 12 kilómetros de la cabecera, está listo para acampado y otras atracciones y el otro llamado las "Aguas Termales las Pampas" ubicado a 22 kilómetros de la cabecera cuenta con albercas y aguas termales con propiedades curativas, además de cabañas equipadas para un alojamiento cómodo, torres de toboganes, áreas verdes con asadores, áreas de descanso y también existe otro centro recreativo llamado las "Palapas" el cual cuenta con varias piscinas, palapas y música en vivo este se ubica únicamente a 2 kilómetros del centro, además se cuenta con varios centros comerciales en Cd. Jiménez.